# Teatro de la Comedia (Madrid)
El Teatro de la Comedia es una sala de teatro de Madrid inaugurada en la calle del Príncipe en 1875 y reconstruida en 1915 tras un devastador incendio. En 1986 fue designado sede de la Compañía Nacional de Teatro Clásico y en 1999 fue adquirido, con otras cinco plantas del mismo edificio, por el Ministerio de Cultura de España.
En octubre de 2015, después de trece años cerrado por las obras de rehabilitación, vuelve a abrirse con la representación de El alcalde de Zalamea. Después de esta reforma, la sala dispone de seiscientas treinta butacas; además, dispone de una nueva sala con cien butacas, denominada «Tirso de Molina».

## Historia
Iniciada su construcción en 1874 con un proyecto del arquitecto Agustín Ortiz de Villajos, fue inaugurado por Alfonso XII el 18 de septiembre de 1875 con una representación de la obra El espejo de cuerpo entero, protagonizada por Emilio Mario. La fachada fue reformada en 1897, por el arquitecto Francisco Andrés Octavio.
El 23 de marzo de 1914, tuvo lugar en el teatro una conferencia de José Ortega y Gasset llamada «Vieja y Nueva Política», que sirvió como acto de presentación de la Liga de Educación Política. La noche del 16 de abril de 1915 fue destruido por un incendio, y rehabilitado integralmente el 22 de diciembre de ese año. Entre el 10 y el 18 de diciembre de 1919 se celebró un congreso de la Confederación Nacional del Trabajo, en el que se decidió la adhesión provisional de la organización a la Internacional comunista. El 29 de octubre de 1933 José Antonio Primo de Rivera pronunció el Discurso de fundación de Falange Española, en el cual estableció las bases del pensamiento joseantoniano.
En 1970, el espectáculo Castañuela 70, experiencia popular del teatro independiente en España, se representó en este teatro con inusitado éxito de crítica y público del 21 de agosto al 27 de septiembre: 74 representaciones y 51.833 espectadores. Tras reiteradas amenazas y el asalto final de varios grupos de reventadores de la extrema-derecha disfrazados de agitadores izquierdistas, fue prohibida «por alteración del orden público» el 28 de septiembre de 1970. Más avanzada la década, y consumada la Transición, la dirección del teatro alternó todo tipo de géneros, llegando a presentar el estreno de la versión española del musical Cabaret.
En 2002, tras un montaje de La dama boba, se cerró el teatro para realizar mejoras de seguridad en el edificio, que no comenzaron hasta 2009, hasta su reapertura en la temporada 2015/2016, a cargo de la Compañía Nacional de Teatro Clásico.

## Algunos autores y obras estrenadas
| - Adolfo Marsillach - Yo me bajo en la próxima, ¿y usted? (1981) - Alfonso Paso - Los Palomos (1964) - Alfonso Sastre - Oficio de tinieblas (1967) - Hermanos Álvarez Quintero - Los Galeotes (1900) - Las flores (1901) - El centenario (1909) - Antonio Gala - Las cítaras colgadas de los árboles (1974) - Antonio Paso - El orgullo de Albacete (1913) - Arthur Miller - Muerte de un viajante (1952) (Estreno en España) - Benito Pérez Galdós - Realidad (1891) - La loca de la casa (1893) - La de San Quintín (1894) - Los condenados (1894) - La fiera (1896) - Amor y ciencia (1905) - Carlos Arniches - Mi papá (1910) - Genio y figura (1910) - Que viene mi marido (1918) - Los caciques (1920) - El señor Adrián, el primo (1927) - Carlos Llopis - La vida en un bloc (1952) - ¿De acuerdo, Susana? (1955) - Por cualquier puerta del sol (1956) - Edgar Neville - Veinte añitos (1954) - Enrique Jardiel Poncela - Es mi hombre (1921) - Las cinco advertencias de Satanás (1935) - Eloísa está debajo de un almendro (1940) - El amor sólo dura 2.000 metros (1941) - Madre (el drama padre) (1941) - Los ladrones somos gente honrada (1941) - Los habitantes de la casa deshabitada (1942) - Es peligroso asomarse al exterior (1942) - Blanca por fuera y Rosa por dentro (1943) - El amor del gato y del perro (1945) - El pañuelo de la dama errante (1945) | - Juan José Alonso Millán - El alma se serena (1968) - Jacinto Benavente - La escuela de las princesas (1909) - La propia estimación (1915) - Ha llegado Don Juan (1952) - Joaquín Calvo Sotelo - Una muchachita de Valladolid (1957) - Joaquín Dicenta - Juan José (1895) - José de Echegaray - Mariana (1892) - Ricardo López Aranda - Isabel, Reina de Corazones (1983) - José López Rubio - Cena de Navidad (1951) - La otra orilla (1954) - Esta noche tampoco (1961) - José Martín Recuerda - Las arrecogías del beaterio de Santa María Egipciaca (1977) - Lauro Olmo - Historia de un pechicidio (1974) - Miguel Mihura - A media luz los tres (1953) - Mi adorado Juan (1956) - La bella Dorotea (1963) - Ninette y un señor de Murcia (1964) - Sólo el amor y la luna traen fortuna (1968) - Miguel de Unamuno - La difunta (1910) - Pedro Muñoz Seca - El verdugo de Sevilla (1916) - El rayo (1917) - La venganza de Don Mendo (1918) - La tela (1925) - Los extremeños se tocan (1926) - Anacleto se divorcia (1932) - Ramón María del Valle-Inclán - La cabeza del dragón (1910) - Cuento de abril (1910) - Víctor Ruiz Iriarte - Un paraguas bajo la lluvia (1965) - Tirso de Molina - Don Gil de las calzas verdes (1994) - Vital Aza - El sombrero de copa (1887) |